# Marola (La Spezia)
Marola (Maòa in dialetto spezzino) è una frazione del comune della Spezia e una delle tredici borgate marinare del golfo della Spezia.
È il secondo centro abitato che si incontra sulla strada che dal capoluogo spezzino conduce a Portovenere, lungo la strada voluta da Napoleone Bonaparte, al fine di congiungere una serie di batterie militari in quel tratto di costa del golfo della Spezia.

## Storia

### Età romana
Per la sua favorevole e protetta posizione in fondo al golfo della Spezia l'insediamento di Marola era utilizzato da Roma già in epoca repubblicana come base militare e approdo navale (Portus Lunae). In età imperiale era divenuto un vero e proprio centro abitato.
La presenza a San Vito di Marola di una base navale e di un centro abitato romano è riportata non solo da fonti letterarie e storiche dell'epoca, ma è anche confermata anche dai ritrovamenti archeologici: già nel XV secolo don Claudio Maria Torriani descrive il rinvenimento fortuito di pavimentazioni in marmo a tessere bianche e nere e di elementi edilizi con porzioni di tubature in piombo. Il ritrovamento di un probabile edificio termale, con soffitti a volta e tubature di piombo, viene descritto dall'abate spezzino don Gasparo Massa nel XVII secolo. Nel XVIII secolo si ha il ritrovamento di un sarcofago contenente resti umani con elmo e spada (perduto). Alcuni ambienti affiancati con frammenti vitrei e mucchi di carbone, elementi da porre in relazione ad un'attività termale, sono rinvenute da Francesco Curletti intorno al 1790.
A ulteriore dimostrazione di una frequentazione precoce del sito concorrono i resti archeologici recuperati nella zona della chiesa di San Vito a più riprese nel corso dei lavori del grande cantiere dell'Arsenale: nell’estate del 1862, nel 1864, negli anni ottanta del XIX secolo e poi nel 1914. Tali materiali sono ascrivibili per la maggior parte all’età romana e sono compresi in un ampio orizzonte cronologico che va dall’epoca repubblicana (III-II sec. a.C.) all’età paleocristiana (V-VII sec. d.C.), dimostrando un uso continuato del sito, probabilmente sempre a fini cultuali, prima legato a riti pagani, poi, nel corso del Medioevo, cristiani.
Tra i reperti più rilevanti provenienti dall'area sono esposti presso il museo archeologico spezzino del castello San Giorgio (Sala I), vi sono:
- Simpulum (attingitoio) del I secolo a.C. in buono stato di conservazione;
- Capitello corinzieggiante di lesena, della seconda metà del I secolo a.C.;
- Monete romane di varia epoca,  dalla fine del III/II secolo a.C. al V secolo d.C.;
- Cucchiaio in bronzo di epoca romana, di difficile datazione;
- Testa di giovane principe in marmo bianco lunense, I secolo d.C.;
- Bottiglia in vetro soffiato di tarda età imperiale, integra;
- Sarcofago in calcare fossilifero del V/inizi del VII secolo d.C..

Dalla statistica cronologica delle monete finora rinvenute si possono trarre indicazioni utili: sei assi repubblicani rivelano che la stazione navale era frequentata già dai primi tempi; le molte monete d'età imperiale (dieci di Augusto, una di Claudio e una di Galba) costituiscono la conferma della romanizzazione nel golfo. Le poche monete del tardo impero (una di Gordiano e una bizantina) sono l'indizio di una diminuzione d'importanza della stazione navale e del centro abitato.
I vari sarcofagi rinvenuti (purtroppo molti sono andati perduti) sono la conferma di una necropoli e quindi della presenza di un centro abitato.

### Medioevo
Caduto l'Impero romano d'Occidente nel 476, questo territorio segue le vicende comuni a tutto il Golfo. In particolare l'approdo di Marola è usato dalle flotte gotiche, soprattutto nel corso della guerra di riconquista mossa da Bisanzio. Alla fine della Guerra gotica, il golfo della Luna in particolare diventa la base navale Selene delle forze bizantine. 
La presenza bizantina a Marola è avvalorata dal culto di san Vito, venerato appunto in area bizantina. 
Un primo altomedievale edificio di culto dedicato al santo è costruito, ma poi andrà in rovina, forse distrutto dai saraceni. Durante il regno longobardo il piccolo borgo di Marola è soggetto alla Diocesi di Luni. Le reliquie di san Vito, contenute in preziosa urna, sono donate dai Consoli della Repubblica di Genova alla comunità di Marola nel 1037. Nel 1205 la comunità di San Vito fedele a Genova riceve la franchigia sulle vettovaglie stivate nei magazzini del borgo.
Il 19 giugno 1235 Guglielmo di Vezzano, vescovo di Luni, con un atto redatto in Curia castri Sarzanae, dà facoltà alla comunità di Marola di riedificare la chiesa di San Vito. Nel 1252 lo stesso vescovo Guglielmo vende Marola a Nicolò Fieschi che la unisce alla sua effimera Signoria con La Spezia capitale. 
Sconfitto il Fieschi, il borgo diventerà pieno possedimento genovese nel 1276.

### Età contemporanea
Il borgo di San Vito si presenta con le sue case variopinte a specchio sul mare che da tempo è il porto di carico del vino per Genova e le altre destinazioni. 
La vita del borgo è segnata dalla costruzione dell'Arsenale militare (1862-69), che segna la perdita di ampi spazi, dell'approdo naturale al mare e delle attività ad esso legate. Con l'edificazione della base militare viene completamente distrutto il borgo di San Vito e il cimitero. 
Nel corso dei lavori sono stati rinvenuti ulteriori resti romani e alto-medievali alcuni dei quali sono andati dispersi. Al grande pubblico è quasi sconosciuto il passato romano del luogo. Talvolta, e paradossalmente, si ritiene che l'esistenza di Marola sia posteriore alla costruzione della base navale, mentre in realtà la costruzione medesima comportò un notevole disagio e un grave danno alla comunità. 
Con l'insediamento dell'arsenale, Marola aveva dovuto rinunciare anche alla sua antica chiesa, risalente al XIII secolo e dedicata a san Vito martire, festeggiato il 15 giugno. Il luogo di culto fu demolito per far posto ai bacini dell'insediamento militare. Fu costruito per indennizzo un edificio sostitutivo (oggi sede delle scuole elementari - è infatti absidato), che però mostrò carenze strutturali e infiltrazioni di umidità. I marolini, insieme agli abitanti del Mattone, a loro spese ricostruirono quindi nel 1884 l'attuale chiesa in un luogo più centrale del paese.
Il 22 agosto 1886 il pastore battista Edward Clarke, in seguito all'epidemia di colera che aveva colpito la località, fondò un orfanotrofio.

### Oggi
Il muro che circonda l'arsenale militare preclude ogni accesso al mare. L'unico attracco è rappresentato da uno spazio attrezzato, interno alla base stessa, che dispone di pochi mezzi natanti, tutti di proprietà dei residenti, compreso l'armo da palio della borgata. L'ingresso è regolato a ore dalla Marina Militare che richiede un apposito documento per l'accesso. 
Attualmente, la zona di banchina di fronte al borgo non è utilizzata militarmente, ma invasa da rovi, rottami, automezzi inutilizzabili, capannoni fatiscenti, imbarcazioni inutilizzate di altri corpi (Carabinieri ecc.) e navi in disarmo contenenti amianto per coibentazione delle tubazioni nel loro interno (Carabiniere, Alpino, Ardito, Audace ecc.). È stata utilizzata persino per demolire una vecchia bettolina per trasporto olio combustibile. Uno dei moli (Varicella) è stato oggetto di polemiche per l'imbarco su nave civile di scorie radioattive senza che la popolazione fosse stata avvertita (marzo 2014). La passeggiata, che collegava il paese alla Spezia, venne demolita, scollegandolo di fatto dalla città.

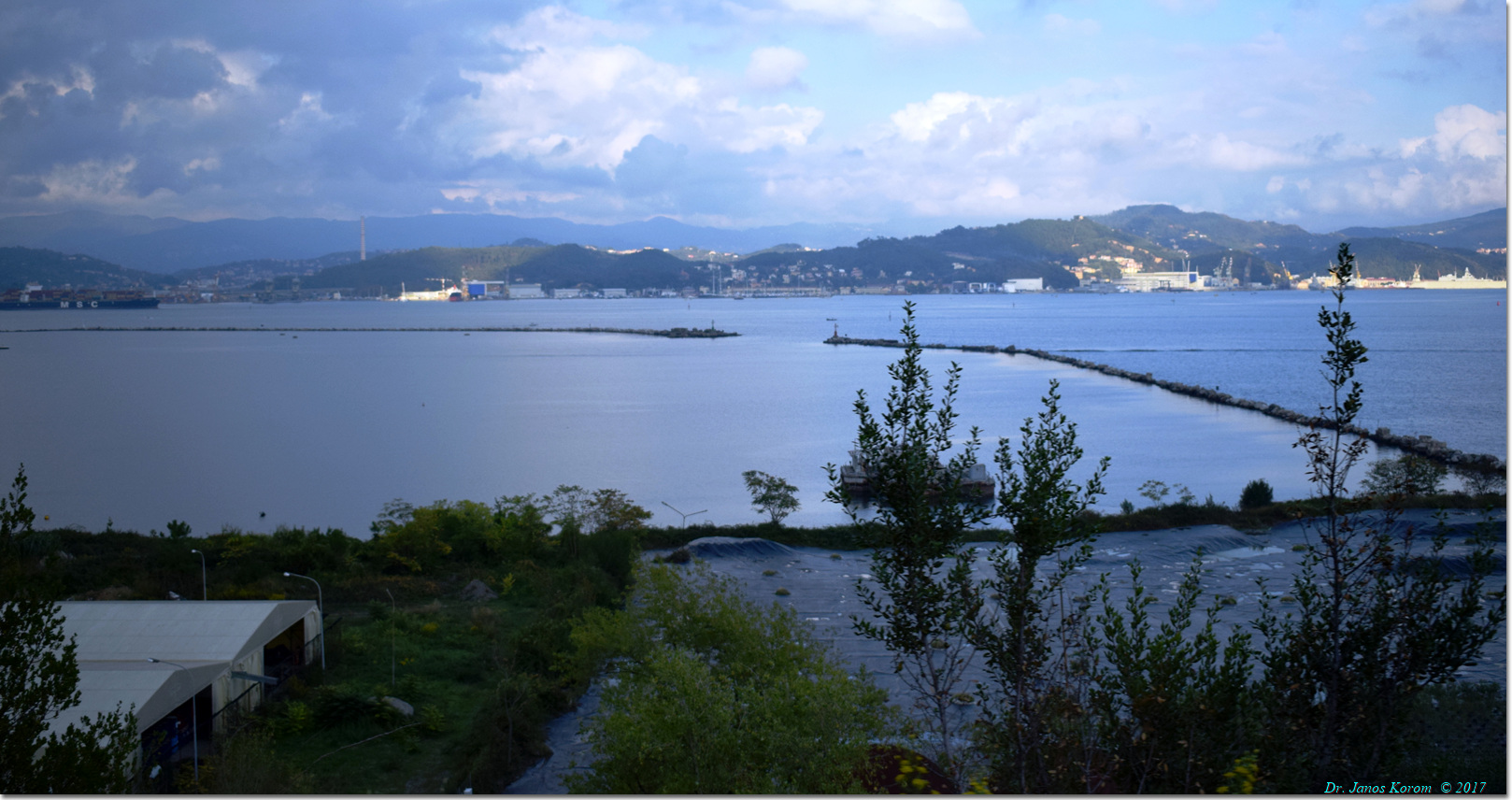
La discarica abusiva nota come Campo in ferro

Attualmente si discute sulla futura destinazione d'uso delle aree sottratte a Marola che la Marina non utilizza più. Dal 2010, si è costituita un'associazione denominata MuratiVivi, costituita da abitanti del paese, e non solo, per lo più animata da giovani, che rivendicano la rimozione delle sostanze nocive presenti nell'arsenale, in particolare quelle in vicinanza dell'abitato (tetti in eternit, discarica di Campo in ferro, rottami dei navigli, depositi di combustibili), rivendicando la restituzione delle aree militari non utilizzate, all'uso pubblico.
Il progetto Basi blu, previsto dal Genio della Marina militare, ha creato una serie di proteste da parte degli abitanti della borgata ed è oggetto di una pubblicazione, Il golfo ai poeti (no Basi blu).

## Monumenti e luoghi d'interesse

### Architetture religiose
- Chiesa parrocchiale di San Vito, edificata nel 1884. La precedente chiesa, testimoniata già dal XIII secolo, fu demolita nella seconda metà dell'Ottocento per la costruzione dell'arsenale militare.
- Santuario di Nostra Signora dell'Acqusanta, presso la località omonima, risalente al XVI secolo e ingrandita nel 1825.

## Sport

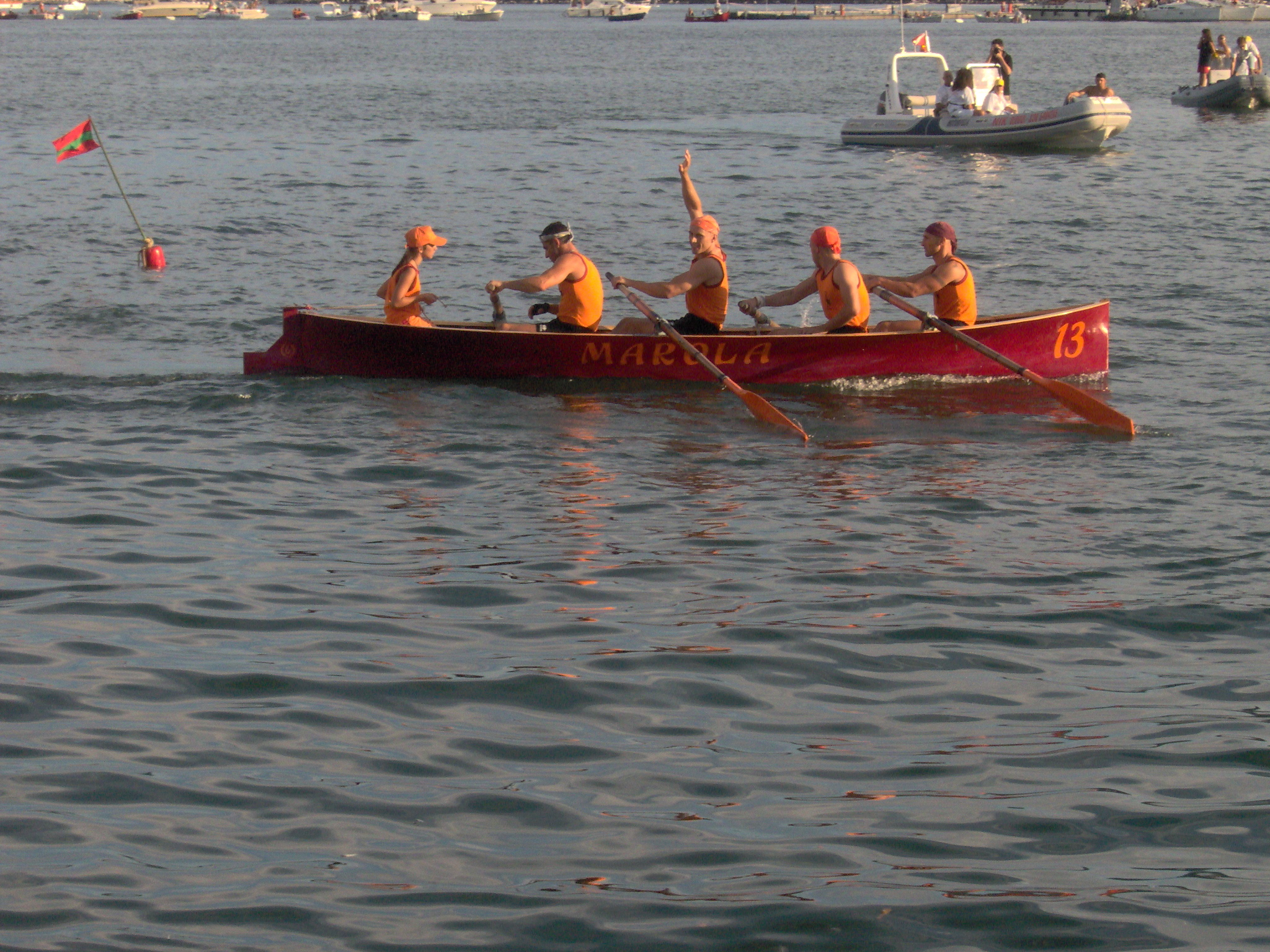
L'armo marolino vincitore dell'81° Palio

La Società Popolare di Mutuo Soccorso di Marola è stata fondata nel 1875 e tra le iniziative cura anche l’attività sportiva remiera del Palio del Golfo come Borgata Marola.
Con 9 vittorie, Marola è al terzo posto nella speciale classifica delle vincitrici del Palio. In particolare, tra il 2000 al 2006, ha inanellato una serie impressionante di sei vittorie consecutive, fatta eccezione per l'anno 2004, in cui si impose il Fezzano.
Sono presenti una società calcistica ed una società cestistica dilettantistica.